# 중앙이음터도서관
중앙이음터도서관은 경기도 화성시의 공립 도서관이다.

## 연혁
- 2016년 9월 30일 개관.